# Rosario (Vorname)
Rosario ist ein männlicher italienischer und ein weiblicher spanischer Vorname sowie ein Familienname. 

## Namensträger

### Männlich
- Rosario Bentivegna (1922–2012), italienischer Partisan, Arzt und Autor
- Rosario Candela (1890–1953), italo-amerikanischer Architekt
- Rosario Crocetta (* 1951), italienischer Politiker, Bürgermeister von Gela, MdEP
- Rosario Gagliardi (1698–1762), italienischer Architekt
- Rosario Giuliani (* 1967), italienischer Jazzmusiker
- Hercules Rosario Marçal, indonesisch-osttimoresischer ehemaliger Verbrecher und Aktivist
- Rosario Mazzola (1924–2018), italienischer Bischof von Cefalù
- Antonio Rosario Mennonna (1906–2009), römisch-katholischer Bischof von Nardò
- Rosario Parmegiani (1937–2019), italienischer Wasserballspieler
- Rosario Scalero (1870–1954), italienischer Violinist, Musikpädagoge und Komponist

### Weiblich
- Rosario Monje (1862–1922), spanische Flamenco-Tänzerin, siehe La Mejorana
- Rosario Castellanos (1925–1974), mexikanische Dichterin und Schriftstellerin
- Rosario Dawson (* 1979), US-amerikanische Schauspielerin
- Rosario Ferré (1938–2016), puerto-ricanische Schriftstellerin
- Rosario Flores (* 1963), spanische Schauspielerin und Sängerin Rosario
- Rosario García Onofre (* 1976), bolivianische Politikerin
- Rosario Green (1941–2017), mexikanische Politikerin

### Künstlername
- Rosario, eigentlich Florencia Pérez Padilla (1918–2000), spanische Flamenco-Tänzerin, siehe Rosario (Tänzerin), Teil des Tanzpaars Rosario y Antonio